# ルイ・ブルジョワ
ルイ・ブルジョワ（Loys Bourgeois, 1510年〜1515年 – 1559年かそれ以後）は、フランス・ルネサンス音楽の作曲家。ユグノーの教会音楽家で、カルヴァン派のために『ジュネーヴ詩篇集』を編纂したことで有名。プロテスタントの頌栄として著名な「詩篇旧100番」の旋律は、ブルジョワが作曲者であるとされている。

## 生涯
若い頃については、ほとんど何も知られていない。最初の出版作品であるいくつかのシャンソンは、1539年のリヨンにさかのぼる。1545年までにジュネーヴに行って音楽教師を務めていた。1547年に最初の《四声のための詩篇集》を出版。同年ジュネーヴ市民の資格を得る。
1549年と1550年に、ほとんどクレマン・マロやテオドール・ド・ベーズらによって翻訳された韻律詩篇の集成にとりかかる。長らく行方不明だった『ジュネーヴ詩篇集』1551年版は、ブルジョワがどの程度まで作曲家や編曲家ないしは編集人として関わったのか不明だったが、ラトガーズ大学附属図書館で発見され、その後に復刻されるに至った。ブルジョワは、読者への註解の中で、前任者が何をし、自分がどのような変更を加え、自分自身はどのような貢献をしたのか、峻別して明言している。決定的なのは、ブルジョワが『ジュネーヴ詩篇集』の主立った3人の作曲家のうちの一人であったということだ。
『ジュネーヴ詩篇』の旋律のうちいくつかは、世俗のシャンソンが原曲だが、それ以外は『ストラスブール詩編集』の直接的な借用である。不足分をギヨーム・フラン、ルイ・ブルジョワ、そしてピエール・ダヴァンテスが作曲した。しかし、ルイ・ブルジョワ作と伝えられる《旧100番》が段違いに有名である。
不幸にしてブルジョワは、地方の音楽当局と衝突し、有名な詩篇のいくつかを「資格なしで」変更したと告発されて、1551年12月3日に投獄されてしまう。ジャン・カルヴァンの個人的な調停によってブルジョワは釈放されたが、論争は長引いた。すでに元の旋律を知る人たちにすれば、なかなか新しいジュネーヴ版を覚えようという気になれず、市参事会はブルジョワを糾弾した。この出来事の直後にブルジョワはジュネーヴを去り、二度と戻ろうとはしなかった。リヨンに居を構え、ジュネーヴの雇用契約が切れると、遅まきながらブルジョワ夫人もリヨン入りした。リヨン時代のブルジョワは、ジュネーヴの出版社に向けた、攻撃的で侮辱的な作品を作曲する。
1560年までにパリに上る。奇妙なことに、娘はカトリック信徒として洗礼を受けており、ジュネーヴ時代に「堕落した音楽形式」と罵っていたシャンソンが、1560年にまとめて出版されている。1560年以降のブルジョワの音信は杜絶えており、1559年他界説を唱える資料も存在する。

## 作品と影響力
ブルジョワは、『ジュネーヴ詩編集』の最大の功績者であり、その旋律は、イングランドの改革派教会や、北アメリカの清教徒の賛美歌の旋律の原型になった。ブルジョワによる原曲は、カルヴァンの厳命に応じて単旋律となっている。カルヴァンは、ルターとは対照的に、対位法やポリフォニーに否定的だったのである。もっともブルジョワは、ジュネーヴ詩篇に4声体で和声づけもほどこしたが、ただしあくまで「家庭で」歌い演奏すべきものとした。和声つきの詩篇唱は、多くがシラビックで和弦中心に曲付けされている。このような様式は、多くのプロテスタント教会において、今なおコラールや賛美歌の特色として受け継がれている。

## 収録
- 『讃美歌』4、5、12、539番 『讃美歌第二編』109番 日本基督教団出版局